# 22863 Namarkarian
22863 Namarkarian este un asteroid din centura principală de asteroizi.

## Descriere
22863 Namarkarian este un asteroid din centura principală de asteroizi. A fost descoperit pe 9 septembrie 1999 la Socorro, New Mexico, în cadrul proiectului LINEAR. Asteroidul prezintă o orbită caracterizată de o semiaxă mare de 2,58 ua, o excentricitate de 0,05 și o înclinație de 2,8° în raport cu ecliptica.